# Candy – Reise der Engel
Candy – Reise der Engel ist ein australischer Spielfilm aus dem Jahr 2006.

## Handlung
Der Film handelt von der Liebesgeschichte zwischen Candy und Dan, die das ideale Paar abgeben. Die hübsche Candy ist eine begabte Malerin und kommt aus einer Familie mit äußerst konservativen Werten. Der ebenso attraktive Dan ist ein talentierter Dichter. Es gibt nur ein großes Problem in ihrer Beziehung: Beide sind heroinabhängig. Dies führt das Paar in einen Strudel, aus dem sie nicht wieder herauszufinden scheinen. Zudem entzweit Candy sich mit ihren Eltern Jim und Elaine Wyatt. Einzige Unterstützung haben sie noch von Casper, einem Professor, der jedoch selbst drogenabhängig ist und sie auch immer wieder mit Stoff versorgt.
Ihr Alltag ist bald nur noch geprägt von der Geldbeschaffung für ihre Sucht: Candy prostituiert sich, während Dan kriminell wird, nachdem er die letzten verwertbaren Dinge aus dem Haushalt verkauft hat. Da fast ihr ganzes Geld für Drogen draufgeht, vegetieren sie nur noch vor sich hin und ihr Leben wird zur unerträglichen Pein. Nach einem Streit mit ihren Eltern und Dan erleidet Candy einen Nervenzusammenbruch und wird in eine Entzugsklinik eingewiesen. Erst jetzt sieht sie die Möglichkeit, eine Wende in ihrem Leben herbeizuführen.

## Kritiken
- Die Welt, 17. September 2006: „…Regisseur Neil Armfield hat seine Junkie-Passion in die Kapitel ,Himmel‘, ,Erde‘ und ,Hölle‘ unterteilt, um Candy und Dan ohne Umwege ins Elend zu führen. Vom Glück des ersten Rausches geht es nach einer kurzen Phase der Überheblichkeit (,Wir sind einfach die Coolsten hier bei McDonald’s!‘) gleich ins Pfandhaus und auf den Strich. Ob kalter Entzug, Fehlgeburt und Rückfall – Heath Ledger und Abbie Cornish als Candy spielen mit bewundernswerter Hingabe,…“

- Die Zeit, 9. Februar 2006: „Heath Ledger liefert in der Rolle des zunehmend blasser werdenden Junkies keine große Performance, aber eine selbstlose – wie jemand, der sich neu orientieren und ein bisschen ausprobieren möchte.“

- critic.de: „Abbie Cornish und Heath Ledger geben der so engen wie selbstzerstörerischen Beziehung eine selten gesehene Intensität: Cornish als blondes, schönes, abenteuerlustiges Mädchen und Ledger als introvertierter, verunsicherter Mann mit Angst vor Verantwortung, an dem es innerlich immer mehr nagt, je tiefer sein Leben in die Ausweglosigkeit gerät. Seine durch die Zähne gepressten Dialogzeilen und ihre traumwandlerische, engelsgleiche Präsenz sind der Mittelpunkt des Films.“[2]

- Der Film wurde von der Filmbewertungsstelle Wiesbaden mit dem Prädikat Besonders Wertvoll ausgezeichnet. In der Begründung heißt es im FBW-Gutachten u. a.: „Candy ist engagiertes, aufwühlendes, mitreißendes Kino auf höchstem Niveau. Es ist ein Film, der es schafft, den Zuschauer derart in den Bann zu ziehen, wie es seit Wir Kinder vom Bahnhof Zoo wohl keinem Film zu dieser Thematik mehr gelungen ist.“

## Auszeichnungen
- 2006 – Australian Film Institute Award für das beste adaptierte Drehbuch
- 2006 – Wettbewerbsbeitrag auf der Berlinale 2006